# ジョーゼフ・J・マンスフィールド

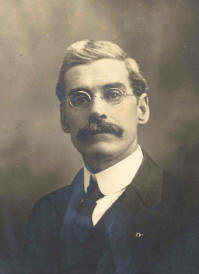
ジョーゼフ・J・マンスフィールド（1910年頃）

ジョーゼフ・ジェファソン・マンスフィールド（Joseph Jefferson Mansfield）は、テキサス州選出のアメリカ合衆国下院議員（任1917年 - 1947年）。
1861年2月9日、ウェスト・ヴァージニアのウェインにて出生。ただし出生当時、ウェスト・バージニアはヴァージニア州の一部であった。彼はウェスト・バージニアの公立学校に通った。
1881年、テキサス州アレイトンに転居。同地で彼は、農場や鉄道労働の仕事に就いた。
1886年、弁護士資格を取得。この時、テキサス州イーグル・レイクに移った。この年はマンスフィールドにとって忙しい年で、彼はテキサス州兵の2個中隊を組織した。この頃、イーグル・レイク初の新聞を刊行した。マンスフィールドは、州兵の大尉に昇進した。
1889年、イーグル・レイクの市長に当選。1892年、アレイトンとイーグル・レイクの双方が属するコロラド郡の検察官となった。1896年から1916年まで、コロラド郡の裁判官を務めた。このことは、1910年まで務めた郡内の学校の監督者としての任務に役立った。
1916年、民主党員として連邦下院議員選挙に当選し、在職中の1947年7月12日にメリーランド州ベセスダにて死去した。
第72議会から第79議会まで、下院河川港湾委員会の委員長を務めた。マンスフィールド・ダムの名は、彼に因む。